# Arteria communicans posterior
De arteria communicans posterior of achterste verbindingsslagader is een bloedvat in de cirkel van Willis dat zowel links als rechts de arteria carotis interna verbindt met de arteria cerebri posterior. Bij het kruispunt tussen de arteria communicans posterior en de arteria carotis interna ontspringen ook de arteria cerebri anterior en de arteria cerebri media.

## Pathologie
Aneurysmata van de arteria communicans posterior zijn na aneurysmata van de arteria communicans anterior de meest frequente in de cirkel van Willis. Een dergelijk aneurysma kan leiden tot een paralyse van de nervus oculimotorius door druk van het aneurysma (soms al voor de ruptuur ervan). Het barsten van een dergelijk sacculair aneurysma van de cirkel van Willis is de belangrijkste oorzaak van een subarachnoïdale bloeding.